# Quel lungo treno
Quel lungo treno, pubblicato nell'autunno 2005, è un album del cantautore veronese Massimo Bubola.

## Descrizione
Si tratta di un concept album dedicato alla prima guerra mondiale, conflitto in cui persero la vita i prozii di Massimo, Ottorino e Antonio, cui il disco è dedicato.
Il disco si sviluppa fra pezzi dal sapore irish (Jack O'Leary), tradizionali riarrangiati in chiave country (Era una notte che pioveva, Il disertore), energici pezzi rock (Se questo amore è un treno, Bum bum), commoventi ballate (Nostra signora fortuna, Puoi uccidermi, uno dei vertici del disco, insieme alla pianistica Noi veniam dalle pianure).
Splendida anche la rilettura del tradizionale Monte Canino.
Una nota di merito spetta al violinista (e coautore delle musiche di Noi veniam dalle pianure) Michele Gazich, che caratterizza piacevolmente con il suo strumento il sound dell'intero disco e che ha collaborato spesso con Bubola, sia come esecutore che come produttore, in particolare nel precedente album Segreti Trasparenti.

## Tracce
1. Jack O'Leary – 4:01
2. Era una notte che pioveva – 3:36
3. Se questo amore è un treno – 3:31
4. Nostra signora fortuna – 4:52
5. Puoi uccidermi – 4:42
6. Il disertore – 5:17
7. Noi veniam dalle pianure – 5:27
8. Monte Canino – 3:42
9. Ponte de Priula – 3:52
10. Bum bum – 5:50
11. Adio Ronco – 3:30

Durata totale: 48:20

## Formazione
- Massimo Bubola - voce, cori, armonica, chitarra acustica, chitarra elettrica
- Simone Chivilò - chitarra acustica, chitarra elettrica, percussioni, mandolino, dobro, lap steel guitar
- Roberto Cetoli - organo Hammond, pianoforte
- Edu Hebling - basso, contrabbasso
- Enrico Mantovani - pedal steel guitar
- Moreno Marchesin - batteria
- Michele Gazich - viola, violino, pianoforte
- Alessandro Simonetto - fisarmonica
- Paolo Bressan - oboe, tin wistle
- Elisabeth Geel - cori
- Luciana Vaona - cori
- Erika Ardemagni - cori